# エクスパンション・シックス
エクスパンション・シックス (expansion six) は、NHLが1967-68シーズンから加えた6チームを指す。1942年当時に残った6チーム（オリジナル・シックス）とともに、NHLホッケーの歴史的な用語として使われる。エクスパンション・シックスの参加により、NHLはリーグの規模を倍にした。

## エクスパンション・シックスと呼ばれるチーム
- カリフォルニア・シールズ（英語版）[1]
- ロサンゼルス・キングス
- ミネソタ・ノーススターズ
- フィラデルフィア・フライヤーズ
- ピッツバーグ・ペンギンズ
- セントルイス・ブルース